# Apanteles splendidus
Apanteles splendidus är en stekelart som beskrevs av Papp 1974. Apanteles splendidus ingår i släktet Apanteles och familjen bracksteklar. Inga underarter finns listade i Catalogue of Life.